# Julián Suárez Inclán
Julián Suárez Inclán (Avilés, 7 de enero de 1848-Madrid, 9 de marzo de 1909) fue un militar y escritor español. Miembro de una familia de la hidalguía asturiana, ocupó varias veces escaño de diputado en las Cortes de la Restauración.

## Biografía
Su padre fue Estanislao Suárez Inclán y su hermano el ministro liberal Félix Suárez Inclán.
Estuvo casado en primeras nupcias con María del Amparo Canalejas Méndez (fallecida en Madrid el 21 de diciembre de 1897), hermana del político español José Canalejas, de cuyo matrimonio nació una hija llamada María Luisa Suárez-Inclán Canalejas, fallecida con 21 años en 1911.
Contrajo matrimonio en 1901 en segundas nupcias con Purificación Castellana Moreno (Ballesteros de Calatrava, Ciudad Real, 10/05/1865-Madrid, 14/11/1947).

## Trayectoria militar
Se matriculó en la Escuela de Estado Mayor, ascendiendo con rapidez. En julio de 1865 ya era subteniente y en 1866, merced a su intervención en la sublevación de los sargentos del cuartel de San Gil, fue condecorado. Poco después fue ascendido a teniente de Estado Mayor. Tomó parte en la batalla de Alcolea, con el Regimiento de Húsares de Pavía, siendo ascendido a capitán. Formó parte de la comisión especial de Defensa del Reino, ascendiendo a coronel en 1892. En 1895 participó en la guerra de Cuba, siendo nombrado general de brigada y condecorado dos veces con la Gran Cruz al Mérito Militar. En 1900 fue designado miembro de la Real Academia de Historia.

## Actividad política
Fue diputado a Cortes por la circunscripción de Pravia de 1886 a 1890, de 1893 a 1895 y de 1898 a 1909.

## Obras
- Tratado de topografía (1879), premiado con la Medalla de Oro en la Exposición Universal de Barcelona (1883).
- Guerra de Anexión en Portugal durante el reinado de Don Felipe II (2 volúmenes).[3]